# Furudal
Furudal is een plaats in de gemeente Rättvik in het landschap Dalarna en de provincie Dalarnas län in Zweden. De plaats heeft 449 inwoners (2005) en een oppervlakte van 111 hectare.

## Verkeer en vervoer
Bij de plaats lopen de Länsväg 296 en Länsväg 301.
De plaats heeft een goederenstation aan de hier nog bestaande spoorlijn Bollnäs - Orsa.